# Kloster Heidenheim
Das Kloster Heidenheim ist ein ehemaliges Kloster der Benediktiner in Heidenheim in Franken in der Diözese Eichstätt.

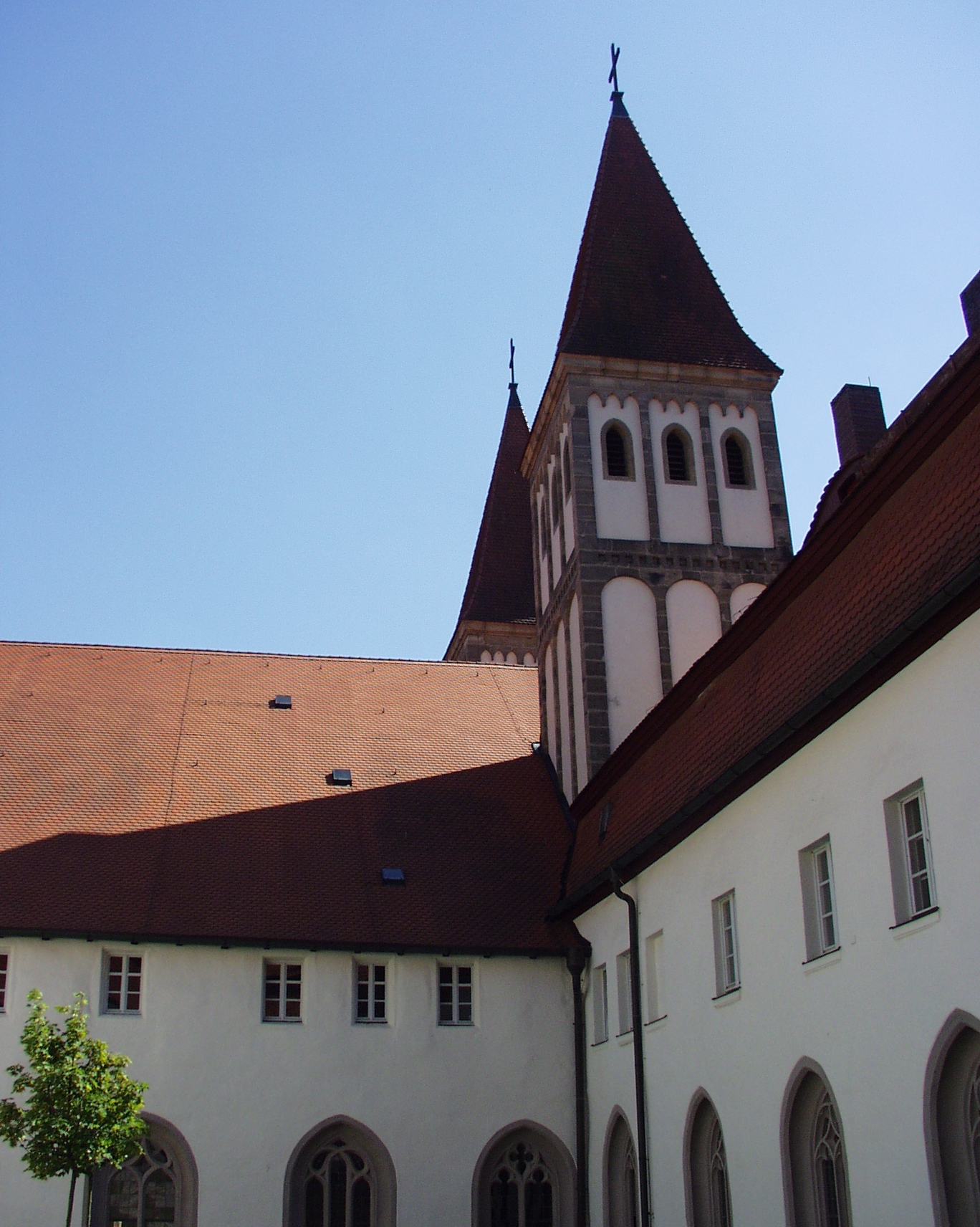
Kloster Heidenheim

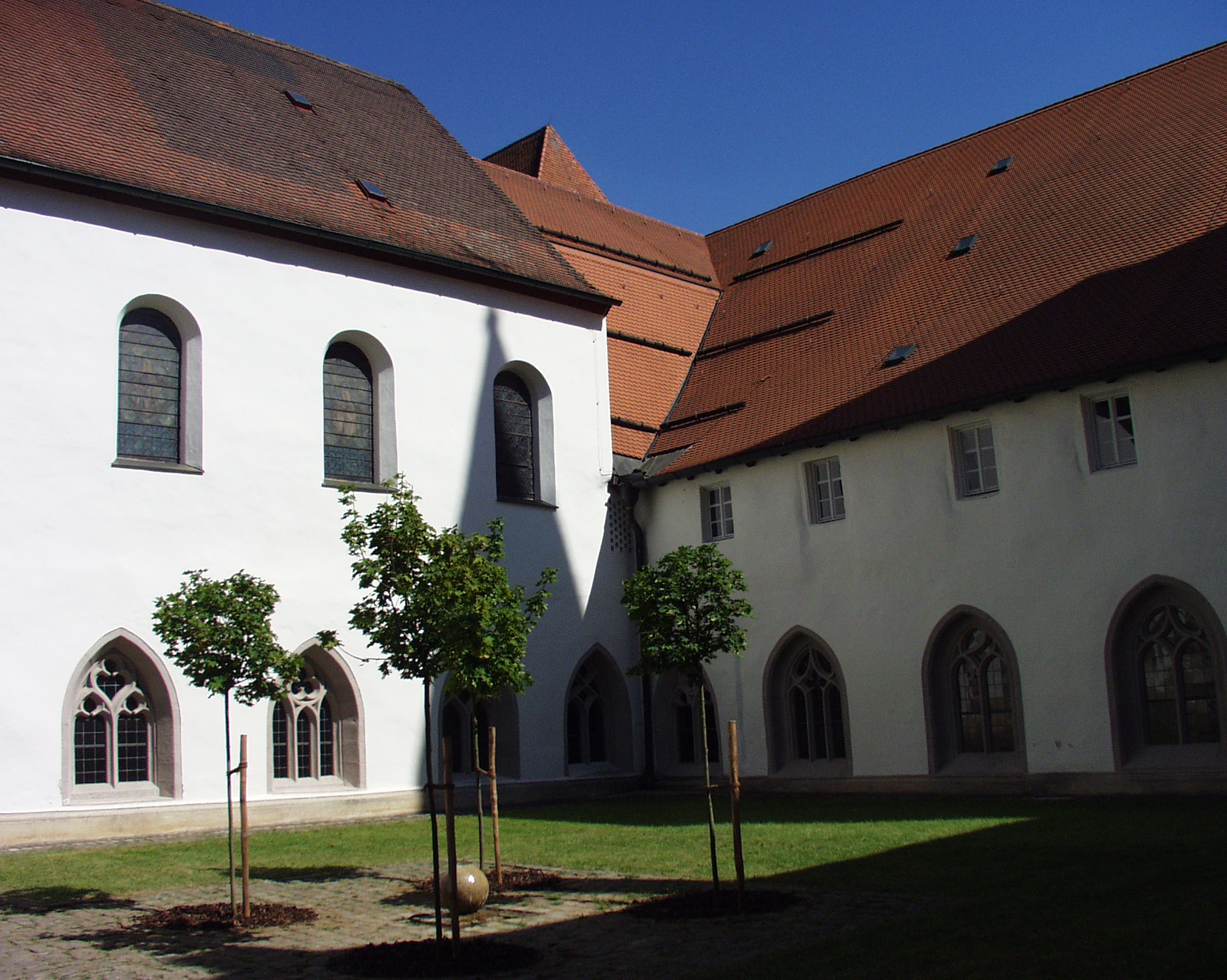
Kloster Heidenheim

## Geschichte
Das Kloster wurde 752 durch den hl. Wunibald in Einvernehmen mit seinem Bruder, dem hl. Willibald, dem ersten Bischof von Eichstätt, als Missionsposten dieser Angelsachsen im Sualafeldgau gegründet. Wunibald, der seit 739 zur Gefolgschaft des hl. Bonifatius zählte, war auch der erste Abt dieses neuen benediktinischen Eigenklosters, das bald Zustiftungen erhielt. Nachdem er am 18. Dezember 761 in seinem Kloster in Gegenwart seines Bruders gestorben und in der Klosterkirche bestattet worden war, übernahm die Leitung des familieneigenen Klosters seine Schwester, die hl. Walburga, die es nach angelsächsischem Vorbild als benediktinisches Doppelkloster (für Männer und Frauen) als Äbtissin weiterführte. Nachdem sich unmittelbar nach dem Tod Wunibalds an seinem Grab Wunder ereigneten, fand am 24. September 777 eine Erhebung seiner Gebeine und deren Neubestattung im neuen Ostchor der im Bau befindlichen neuen Klosterkirche durch Willibald statt. Dieser zweite Kirchenbau wurde in Stein aufgeführt; wie die Vorgängerkirche beschaffen war, ist nicht überliefert. 778 war die dem Salvator mundi geweihte Kirche fertiggestellt.
Nach dem Tod Walburgas (25. Februar 779) änderte sich der Klostercharakter. Während des Episkopates von Willibalds Nachfolger Gerhoh wurde das Kloster um das Jahr 790 in ein Stift für Säkularkanoniker umgewandelt, wobei die Säkularkanoniker nur einen Teil der Güter erhielten, während der andere Teil dem Bistum zugeschlagen wurde und über einen Meierhof bewirtschaftet wurde. Wie lange sie ein Gemeinschaftsleben führten, ist unbekannt, da bis zum 12. Jahrhundert keinerlei Nachrichten über das Stift vorliegen. An einem 21. September der Jahre 870 bis 879 wurden die Gebeine Walburgas und Wunibalds nach Eichstätt gebracht, die Gebeine Wunibalds aber nach drei Tagen zurückgebracht.
Im 11. Jahrhundert erhielt das Kloster eine umfangreiche Schenkung durch die Herren von Lechsgmünd. Der Grafensohn Leodegar von Lechsgmünd († 21. Februar 1074 in Gempfing), Stifter des Klosters St. Walburg, entschloss sich angeblich nach Genesung einer schweren Krankheit im hohen Alter dazu als „Canonicus Willibaldinus“ selbst dem Kloster Heidenheim beizutreten. Auch die mit den Lechsgmünder Grafen stammesverwandten Herren von Truhendingen bedachten das Kloster mit Schenkungen. Einige der Herren von Truhendingen, wie Ulrich und dessen Gemahlin, ließen sich im Kloster bestatten.
Im 12. Jahrhundert war das Stift reformbedürftig geworden, das geistige Leben der adeligen Stiftskanoniker lag, glaubt man den Quellen, völlig darnieder, und die Prälaturen und Kanonikate waren käuflich geworden (Simonie). Nachdem das in der Diözese Eichstätt liegende Benediktinerkloster Kastl die Hirsauer Reform angenommen hatte, reformierte Bischof Gebhard II. das Heidenheimer Stift, indem er es zunächst zu einem Aussterbestift der Kanoniker machte. Papst Eugen III. billigte dieses Vorgehen und den Plan Gebhards, in Heidenheim wieder ein Benediktinerkloster zu errichten. Gebhards Tod 1149 vereitelte die Pläne, und sein Nachfolger Bischof Burchard stand auf der Seite der bisherigen Kanoniker, die die Umwandlung ablehnten. Auf Betreiben des Kanonikers Ilsungus, einem Reformanhänger, ordnete Papst Eugen III. die Vertreibung der Kanoniker Heidenheims und die Errichtung eines benediktinischen Klosters an. Die den Kanonikern angedrohte Exkommunikation verfehlte nicht ihre Wirkung: Nach langwierigen Verhandlungen in Nürnberg erklärten sie sich mit der Wiedereinführung des Mönchslebens einverstanden.
Seit 1155 war Heidenheim somit wieder ein Benediktinerkloster. Dieses wurde 1537 im Zuge der Reformation von den Markgrafen von Ansbach als zuständigen Landesherren aufgelöst. Bis 1805 dienten die Klostergebäude als Wohnung und Amtsräume. Die Gebeine Wunibalds sind verschollen. 
Heute wird die ehemalige Klosteranlage als Bildungs- und Tagungshaus genutzt mit Museum, einem Klosterladen und zahlreichen kulturellen sowie spirituellen Angeboten und Veranstaltungen wie etwa Konzerten.

## Kirche

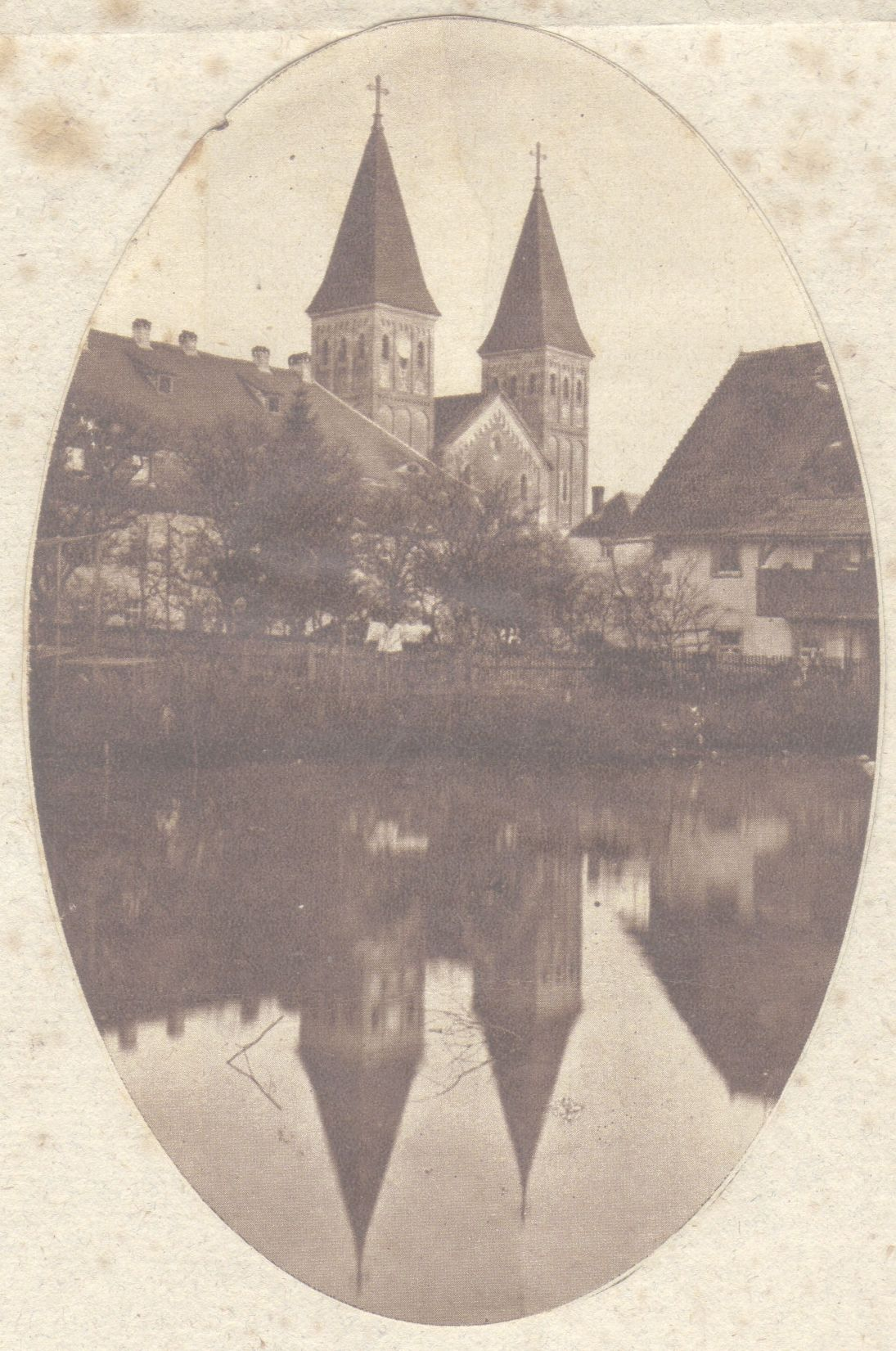
Münster St. Wunibald früher

Der erste steinerne Bau wurde im Jahre 778 geweiht. Knapp 100 Jahre später folgte ein Neubau. Eine grundlegende Erneuerung folgte mit dem romanischen Bau, der zwischen 1182 und 1188 geweiht wurde (deutlicher Einfluss der Hirsauer Reformbauweise). Von diesem sind noch das Langhaus und das Querschiff erhalten. Vor 1363 wurde der Chor im gotischen Stil errichtet.
Unter den zahlreichen Grabmälern sind hervorzuheben:
- Walburgisgrab aus dem frühen 13. Jahrhundert
- Tumba des Hl. Wunibald von 1484
- Doppelplatte des Wiricho und seiner Gemahlin (um 1349)

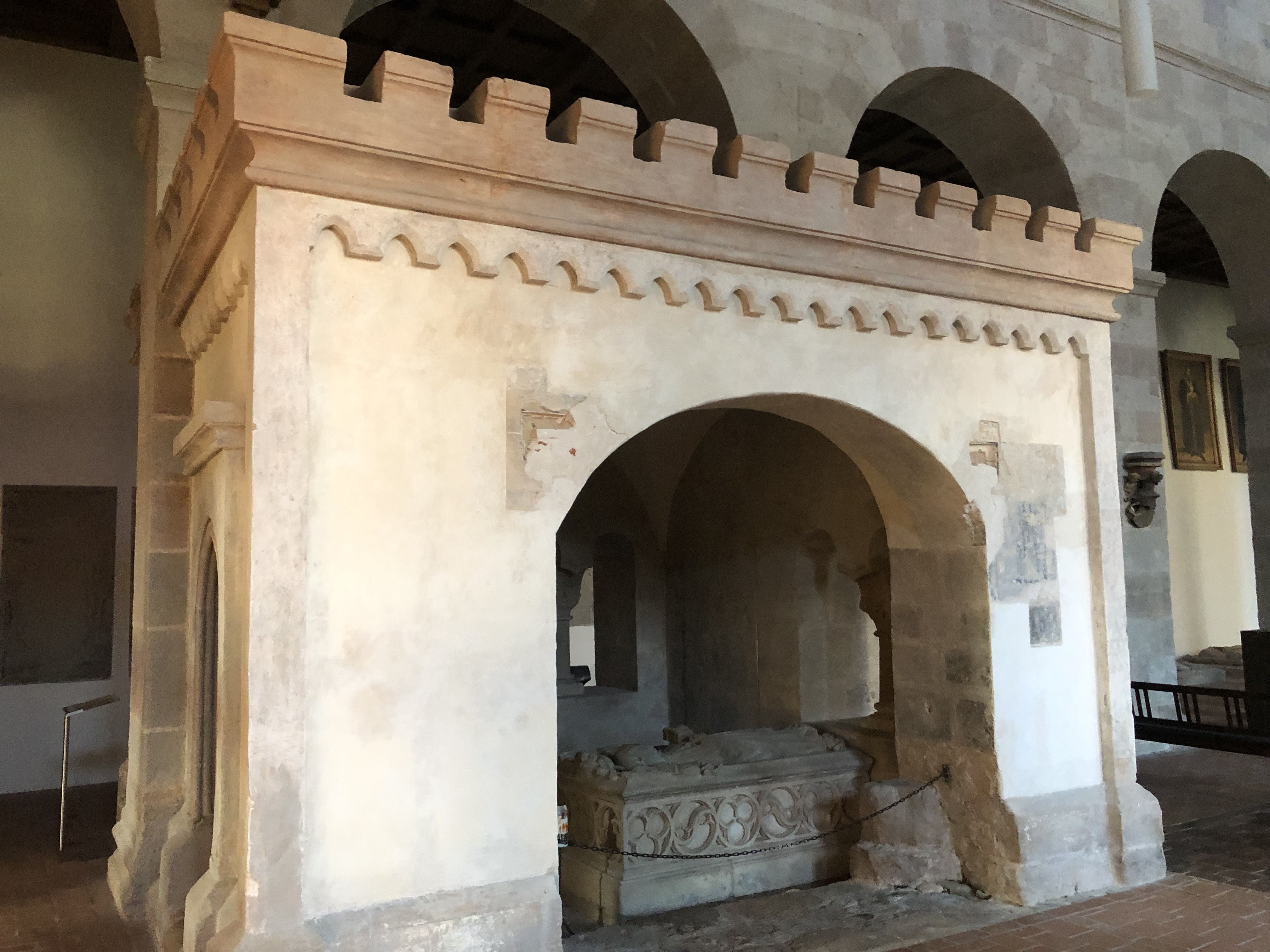
Walburgagrabmonument im Münster Heidenheim

Die ehemalige Klosterkirche dient als Münster St. Wunibald der evangelisch-lutherischen Kirchengemeinde Heidenheim als Pfarrkirche.

## Belege
1. ↑  Winter, S. 23ff.
2. ↑  Winter, S. 41 f.
3. ↑  Alfred Wendehorst: Das Bistum Eichstätt. Band 1: Die Bischofsreihe bis 1535. (= Germania Sacra. Neue Folge 45). Berlin 2006, ISBN 3-11-018971-2, S. 33. (Digitalisat)
4. ↑  Winter, S. 43 ff.
5. ↑  Friedrich Jacobi: Urgeschichte der Stadt und des ehemaligen Fürstenthums Ansbach. Ansbach 1868, S. 114.
6. ↑  Winter, S. 48 ff.
7. ↑  Winter, S. 54 f.

Koordinaten: 49° 1′ 3,7″ N, 10° 44′ 33,7″ O